# Jos van Emden
Pour les articles homonymes, voir Emden.
Jos van Emden est un coureur cycliste néerlandais, né le 18 février 1985 à Schiedam, professionnel de 2008 à 2023, ayant effectué toute sa carrière au sein de l'équipe Rabobank devenue par la suite Belkin puis Lotto NL-Jumbo et Jumbo-Visma.

## Biographie
Jos van Emden court au sein de l'équipe Bert Story-Piels en 2005. En 2006, il rejoint l'équipe Rabobank Continental. Il se montre rapidement très prometteur. Dès sa première saison, il remporte de très nombreuses victoires, dont le Roserittet et le Triptyque des Barrages, puis, dès l'année suivante, sa première course de première catégorie, le Tour de Münster. Après un début de saison 2008 marqué par plusieurs nouvelles victoires, il intègre l'équipe-mère Rabobank en septembre 2008.
Il ne remporte aucune course en 2009 pour sa première année au sein de l'équipe Rabobank ProTour. Il participe à son premier grand tour : le Tour d'Italie. L'année suivante, il termine deuxième du Hel van het Mergelland, remporté par le Français Yann Huguet. Il finit Paris-Roubaix à la 74e et dernière place du classement. En 2010, il remporte le championnat des Pays-Bas du contre-la-montre.
Au mois d'août 2016, il prolonge le contrat qui le lie à la formation Néerlandaise Lotto NL-Jumbo.
Sélectionné pour représenter son pays aux championnats d'Europe de cyclisme sur route en 2018, il se classe huitième de l'épreuve contre-la-montre.
Fin juillet 2019, il est sélectionné pour représenter son pays aux championnats d'Europe de cyclisme sur route. Il s'adjuge à cette occasion  la huitième place du contre-la-montre individuel.
Au mois d'août 2020, il se classe cinquième du championnat des Pays-Bas sur route. En octobre, lors de la première journée de repos du Tour d'Italie, son chef de file sur la course Steven Kruijswijk est testé positif au SARS-CoV-2. L'ensemble de l'équipe Jumbo-Visma décide alors d'abandonner ce Giro.
Présent sur le Tour d'Italie 2021, van Emden subit une chute au cours de la quinzième étape qui l'amène à abandonner. Il est atteint notamment de fractures à cinq côtes.
Il chute lors de la Cyclassics Hamburg 2022 et subit à cette occasion une fracture à une clavicule ainsi qu'une commotion cérébrale.
Non retenus initialement pour le Tour d'Italie 2023, van Emden ainsi que Rohan Dennis remplacent à quatre jours du départ Tobias Foss et Robert Gesink, tous deux infectés par le SARS-CoV-2. Ils ont un rôle d'équipier pour Primož Roglič. Lui-même infecté, il cède sa place à Sam Oomen. Il met un terme à sa carrière à l'issue de cette saison.

## Palmarès et classements mondiaux

### Palmarès amateur
- 2006
  - Triptyque des Barrages :
    - Classement général
    - 2e étape (contre-la-montre)

  - Roserittet DNV GP :
    - Classement général
    - 1re étape

  - 4e étape du Tour de Normandie
  - 1re étape du Tour du Loir-et-Cher
  - Prologue et 1re étape du Grand Prix Guillaume Tell
  - 3e du Tour de Normandie
  - 3e du Tour d'Overijssel
  - 7e du championnat du monde sur route espoirs
- 2007
  - Prologue du Tour Alsace (contre-la-montre par équipes)
  - Tour de Münster
  - 2e du championnat des Pays-Bas du contre-la-montre espoirs
  - 3e du championnat des Pays-Bas sur route espoirs
- 2008
  - 8e étape du Tour de Normandie
  - 1re étape du Rhône-Alpes Isère Tour
  - 5e étape du Tour de León

### Palmarès professionnel
- 2010
  -  Champion des Pays-Bas du contre-la-montre
  - Prologue du Delta Tour Zeeland
  - 1re étape du Ster Elektrotoer
  - 2e du Hel van het Mergelland
  - 2e du Delta Tour Zeeland
- 2011
  - Prologue du Delta Tour Zeeland
  - 3e du Delta Tour Zeeland
  - 5e de l'Eneco Tour
- 2013
  - Tour de Münster
- 2014
  - 3e du championnat des Pays-Bas du contre-la-montre
  - 3e de l'Arnhem Veenendaal Classic
- 2015
  - 4e étape de l'Eneco Tour (contre-la-montre)
  - 3e du championnat des Pays-Bas du contre-la-montre
- 2016
  - 1re étape du Ster ZLM Toer (contre-la-montre)
  - 2e du championnat des Pays-Bas du contre-la-montre
  - 3e du Ster ZLM Toer
  - 5e de l'Eneco Tour
  - 8e du championnat du monde du contre-la-montre
- 2017
  - À travers la Flandre-Occidentale-Johan Museeuw Classique
  - 21e étape du Tour d'Italie (contre-la-montre)
  - 5e du championnat d'Europe du contre-la-montre
- 2018
  - 8e du championnat d'Europe du contre-la-montre
- 2019
  -  Champion du monde du contre-la-montre par équipes en relais mixte
  -  Champion des Pays-Bas du contre-la-montre
  - 1re étape de l'UAE Tour (contre-la-montre par équipes)
  - Prologue du ZLM Tour
  - Chrono des Nations-Les Herbiers-Vendée
  - 3e de Binche-Chimay-Binche
  - 8e du championnat d'Europe du contre-la-montre
- 2021
  -  Médaillé d'argent du championnat du monde du contre-la-montre par équipes en relais mixte
  -  Médaillé de bronze du championnat d'Europe du relais mixte contre-la-montre
- 2022
  - 9e du championnat d'Europe du contre-la-montre
- 2023
  -  Champion des Pays-Bas du contre-la-montre

### Résultats sur les grands tours

#### Tour de France
2 participations
- 2015 : 121e
- 2017 : hors délais (9e étape)

#### Tour d'Italie
11 participations
- 2009 : 166e
- 2010 : 116e
- 2011 : 159e
- 2014 : 107e
- 2016 : 120e
- 2017 : 117e, vainqueur de la 21e étape (contre-la-montre)
- 2018 : 99e
- 2019 : 104e
- 2020 : non-partant (10e étape)
- 2021 : abandon (15e etape)
- 2022 : 89e

#### Tour d'Espagne
1 participation
- 2016 : non-partant (17e étape)

### Classements mondiaux
| Année                                 | 2005  | 2006 | 2007 | 2008 | 2009 | 2010 | 2011 | 2012 | 2013 | 2014 | 2015 | 2016 | 2017 | 2018 | 2019 | 2020 | 2021 | 2022  | 2023 |
| ------------------------------------- | ----- | ---- | ---- | ---- | ---- | ---- | ---- | ---- | ---- | ---- | ---- | ---- | ---- | ---- | ---- | ---- | ---- | ----- | ---- |
| Calendrier mondial                    |       |      |      |      | nc   | 212e |      |      |      |      |      |      |      |      |      |      |      |       |      |
| UCI World Tour                        |       |      |      |      |      |      | 87e  | nc   | nc   | nc   | 152e | 83e  | 125e | 178e |      |      |      |       |      |
| Classement mondial                    |       |      |      |      |      |      |      |      |      |      |      | 163e | 133e | 367e | 176e | 775e | 451e | 1440e | 758e |
| UCI Europe Tour                       | 1282e | 24e  | 171e | nc   |      |      |      |      |      |      |      | 351e | 121e | 471e | 145e | 619e | 370e | 979e  | nc   |
| UCI Asia Tour                         | nc    | nc   | nc   | nc   |      |      |      |      |      |      |      | 98e  | nc   | nc   |      |      |      |       |      |
|                                       |       |      |      |      |      |      |      |      |      |      |      |      |      |      |      |      |      |       |      |
| Légende : nc = non classéSource : UCI |       |      |      |      |      |      |      |      |      |      |      |      |      |      |      |      |      |       |      |